# Station Rambouillet
Station Rambouillet is een spoorwegstation aan de spoorlijn Paris-Montparnasse - Brest. Het ligt in de Franse gemeente Rambouillet in het departement Yvelines (Île-de-France).

## Geschiedenis
Het station werd op 12 juli 1849 geopend door de Compagnie des chemins de fer de l'Ouest bij de opening van de sectie Versailles-Chantiers - Chartres. Sinds zijn opening is het eigendom van de Société nationale des chemins de fer français (SNCF).

## Ligging
Het station ligt op kilometerpunt 47,810 van de spoorlijn Paris-Montparnasse - Brest.

## Diensten
Het station wordt aangedaan door treinen van Transilien lijn N tussen Paris-Montparnasse en dit station. Verder doen treinen van TER Centre tussen Paris-Montparnasse en Nogent-le-Rotrou/Chartres en treinen van TER Centre en TER Pays de la Loire tussen Paris-Montparnasse en Le Mans dit station ook aan.

## Vorig en volgend station
| Richting | Vorig station | Lijn    | Volgend station | Richting           |
| -------- | ------------- | ------- | --------------- | ------------------ |
| Eindpunt | Eindpunt      | Trans N | Le Perray       | Paris-Montparnasse |